# Hartmut Boettcher
Hartmut Boettcher (* 8. März 1937 in Neustadt an der Orla, Thüringen) ist ein Verwaltungslandwirt und Agrarhistoriker, er war langjähriger Tierzuchtleiter der Schweinezucht.

## Biographie
Boettcher stammt aus einem bäuerlichen Betrieb. Nach dem Abitur an der Oberschule in Neustadt an der Orla studierte er von 1955 bis 1960 an der Martin-Luther-Universität Halle-Wittenberg Landwirtschaft (mit der praktischen Ausbildung im Gut Tornau (Halle)) und schloss als Diplomlandwirt ab. Es folgten drei Jahre als Zootechniker im Tierzuchthauptgut Storkau (Weißenfels) und einundeinhalb Jahre als wissenschaftlicher Assistent am Tierzuchtinstitut der Universität Jena bei Professor Fritz Hofmann.
Ab 1965 war Boettcher in der Schweinezucht Thüringens tätig. Er baute hier den mobilen Ultraschallmessdienst auf, legte 1970 die staatliche Tierzuchtleiterprüfung ab und wurde 1971 Abteilungsleiter und stellvertretender Bereichsleiter Schweine des VEB Tierzucht Erfurt. Hier war er an der Neuzüchtung der Schwerfurter Fleischrasse und der umfangreichen Zuchtwertprüfung der Besamungsgeber über Station und im Feld beteiligt. Er arbeitete als „aufmerksamer Anwender“ aktiv in der zentralen Arbeitsgruppe EDV-System Schwein beim Rechenzentrum der Vereinigung Volkseigener Betriebe (VVB) Tierzucht in Paretz mit. 1991 wurde er Referent, 1995 Referatsleiter Schweine – dann in der Thüringer Landesanstalt für Landwirtschaft (TLL) Jena und war bis zu seinem altersbedingten Ausscheiden 2002 Zuchtleiter im neu gegründeten Thüringer Schweinezucht- und Produktionsverband (TSPV). Er beschäftigt sich weiterhin mit speziellen Aufgaben zur Entwicklung der ostdeutschen Schweinezucht, besonders von Thüringen und Sachsen-Anhalt. Letztere sind zur Archivierung an die Hochschule Anhalt, Abt. Bernburg, übergeben worden. Außerdem trägt er durch umfangreiche Recherchen zur Ergänzung von biographischen Datenbanken in den Bereichen Landwirtschaft und Tiermedizin bei.

## Tätigkeit und Dokumentation
Boettcher hat aus den über 40 Jahren seiner Tätigkeit eine umfassende Dokumentation der Schweinezucht Thüringens erarbeitet. Sie wurde in mehreren Geschichtsheften der ehemaligen Thüringer Landesanstalt für Landwirtschaft (TLL) Jena seit 1997 teilweise veröffentlicht, ist aber vollständig im Deutschen Schweinemuseum Ruhlsdorf (Teltow) b. Berlin hinterlegt. Das betrifft unter anderem 70 Lebensläufe von Züchtern, über 60 Beschreibungen von Zuchtbetrieben oder -regionen. Außerdem war er mit 42 Beiträgen an Jahresberichten zur Schweinezucht und -produktion seiner Region beteiligt (zum Beispiel Leicoma). Für Sachsen-Anhalt hat er noch Beschreibungen zur Schweinezucht in 100 Orten bzw. Regionen sowie zum gesamten Gebiet erstellt.

## Veröffentlichungen (Auswahl)
- Entwicklung der Schweinezucht und Leistungsprüfung Thüringens in den letzten 30 Jahren. Sonderschrift „25 Jahre KBS in Gesamtthüringen“. Eigenverlag TSPV, 1994.
- Zum 65. Geburtstag von Prof. Dr. Ernst Ritter. In; 2. Geschichtsheft der TLL Jena, 2/1995, S. 13–14.
- Die Entwicklung der Schweinezucht in Thüringen. In: 4. Geschichtsheft der TLL Jena. 2/1997, S. 47–80.
- Professor Dr. agr. habil. Werner SCHLEGEL (1929–1989). In: 6. Geschichtsheft der TLL Jena, Heft 8/2000, S. 27–28.
- Zum 65. Geburtstag von Tierzuchtleiter Rolf Kürbs. In: 7. Geschichtsheft der TLL Jena 12/2001, S. 9.
- Die Stationsprüfung auf Fleischleistung beim Schwein in Thüringen. In: 7. Geschichtsheft der TLL Jena. 13/2001, S. 46–73.
- Zum 65. Geburtstag von Landwirtschaftsdirektor a. D. Dietrich Mentzel. In: 9. Geschichtsheft der TLL Jena. 10/2003, S. 15–16.
- 40 Jahre Zucht von Cornwallschweinen in Thüringen (1925 bis 1965). In: 11. Geschichtsheft der TLL Jena. 2006, S. 99–116.
- Über 50 Jahre organisierte Sattelschweinzucht in Thüringen (1949 bis 2005). In: 11. Geschichtsheft der TLL Jena. 2006, S. 125–142.
- Abkürzungsverzeichnis Schweinezucht und -produktion. In: Deutsches Schweinemuseum 2022.
- Zuchtberichte des Thüringer Landesverwaltungsamtes 1991 bis 1993 und der Thüringer Landesanstalt für Landwirtschaft (TLL-AINFO). Jena 1994 bis 2001, Teil Schweinezucht.
- Jahresberichte des Thüringer Schweinezucht- und Produktionsverbandes (TSPV) 1991 bis 2004. Eigenverlag.
- Zur Entwicklung der Schweinezucht in Sachsen-Anhalt. In: Deutsches Schweinemuseum, Regionen, 2010, 156 S.
- Entwicklung der Schweinezucht in Sachsen-Anhalt nach Orten. In:  Deutsches Schweinemuseum, Regionen, 2018
- Schweinezucht in Thüringen, Teil 2 bezogen auf Orte, 2015, 110 S.
- Zur Entwicklung des Veterinäruntersuchungswesens in Thüringen. In: Deutsches Schweinemuseum, Regionen, 2018, 93 S.
- Die Feldprüfung von Thüringer Besamungsebern auf Fleischleistung. In: Deutsches Schweinemuseum, Regionen, 2019, 52 S.
- Redaktionsmitglied im Gerbers biographisches Lexikon der Agrarwissenschaften : Persönlichkeiten aus Land- und Forstwirtschaft, Gartenbau und Veterinärmedizin ; Festausgabe zum 90. Geburtstag von Th. Gerber; Überarbeitung der bisherigen 4. erw. Auflage, Stand Dez. 2021.
- Mitherausgeber des Hohenheimer Lexikons der Agrarbiografien, Stand Januar 2025.
- Mitherausgeber der "Thüringer AgrarBiografien", 1925

Boettcher ist Mitautor an einer Vielzahl weiterer Veröffentlichungen zur Schweinezucht und Regionalgeschichte.

## Ehrung
Ab 1991 widmete sich Boettcher besonders der vom Aussterben bedrohten Rasse „Deutsches Sattelschwein“. Er wurde 2002 mit der Ehrennadel des Zentralverbandes der Deutschen Schweineproduktion (ZDS) in Silber ausgezeichnet.